# Nakajima G10N
Nakajima G10N Fugaku (tiếng Nhật: 富岳 hay 富嶽, "núi Phú Sĩ"), là một mẫu thiết kế máy bay ném bom hạng nặng tầm rất xa của Nhật Bản trong Thế chiến thứ hai.

## Quốc gia sử dụng
Nhật Bản
- Không quân Hải quân Đế quốc Nhật Bản – (G10N / Fugaku)
- Không quân Lục quân Đế quốc Nhật Bản – (Project Z)

## Tính năng kỹ chiến thuật (Project Z / Fugaku)
Dữ liệu lấy từ Japanese Secret Projects:Experimental aircraft of the IJA and IJN 1939–1945
Đặc tính tổng quan
- Kíp lái: 6 tới 10

Fugaku: 7 tới 8
- Chiều dài: 44,98 m (147 ft 7 in)

Fugaku: 39,98 m (131 ft)
- Sải cánh: 64,98 m (213 ft 2 in)

Fugaku: 62,97 m (207 ft)
- Chiều cao: 8,77 m (28 ft 9 in)
- Diện tích cánh: 352,01 m2 (3.789,0 foot vuông)

Fugaku: 330 m2 (3.552,09 foot vuông)
- Tỉ số mặt cắt: 12,1
- Trọng lượng rỗng: 65.000 kg (143.300 lb)

Fugaku: 33,800 kg (74,52 lb)
- Trọng lượng có tải: 122.000 kg (268.964 lb)

Fugaku: 42,000 kg (92,59 lb)
- Trọng lượng cất cánh tối đa: 160.000 kg (352.740 lb)

Fugaku: 70,000 kg (154,32 lb)
- Động cơ: 6 × Nakajima Ha-54 , 3.700 kW (5.000 hp)  mỗi chiếc at take-off

Fugaku: 6x Nakajima NK11A
- Cánh quạt: 6-lá, 4,5 m (14 ft 9 in) đường kính

Hiệu suất bay
- Vận tốc cực đại: 679 km/h (422 mph; 367 kn) trên độ cao 10,000 m (33 ft)

Fugaku: 779 km (484 mi) trên độ cao 10,000 m (33 ft)
- Tầm bay: 17.999 km (11.184 mi; 9.719 nmi) cực đại

Fugaku: 19,400 km (12 mi)
- Trần bay: 15,000 m (49 ft)
- Tải trên cánh: 456,99 kg/m2 (93,60 lb/foot vuông)

Fugaku: 211,89 m² (43,4 lb/ft²)
- Công suất/khối lượng: 0,103 kW/kg (0,063 hp/lb)

Fugaku: 0,118 kW/kg (0,07 hp/lb)

Vũ khí trang bị

- Súng: 4× pháo Type 99 20mm
- Bom: 20,000 kg (44 lb) bom